# La terrazza
La terrazza è un film del 1980 diretto da Ettore Scola.
Presentato in concorso al 33º Festival di Cannes, ha vinto il premio per la migliore sceneggiatura e il premio per la miglior attrice non protagonista con Carla Gravina.

## Trama
Su una terrazza romana si incontrano periodicamente alcuni vecchi amici e colleghi, esponenti della sinistra intellettuale italiana, ospiti di una coppia salottiera. Il film focalizza l'attenzione sui giorni che seguono uno di questi incontri e racconta questo lasso di tempo in cinque diversi episodi secondo cinque punti di vista differenti.
Il primo episodio narra di Enrico, uno sceneggiatore a corto d'idee per un copione d'un film commedia commissionatogli ormai da più d'un anno, che finisce preda d'un pesantissimo esaurimento nervoso; il secondo di Luigi, un maturo e gaudente giornalista donnaiolo che ormai non si sente più in sintonia con l'ambiente che lo circonda – a partire dai suoi stessi colleghi –, e che cerca inutilmente di ricongiungersi con l'ex moglie più giovane, una giornalista impegnata politicamente in rivendicazioni femministe; il terzo di Sergio, un funzionario della Rai anoressico e depressissimo, un'ormai vecchia promessa letteraria, alle prese con una riduzione televisiva del celebre romanzo d'appendice Il Capitan Fracassa di Théophile Gautier e che finirà poi per morire d'inedia proprio come uno dei protagonisti del libro; il quarto di Amedeo, un produttore cinematografico di film di cassetta – committente tra l'altro del film dello sceneggiatore – alle prese con le velleità artistiche della moglie (che appunto avalla la carriera d'un altezzoso regista di scabrose pellicole d'essai), donna nei suoi confronti scostante e con la quale non ha più alcun rapporto suo malgrado; l'ultimo racconta di Mario, un deputato del Partito Comunista Italiano versante in una forte crisi esistenziale quanto politica (sono gli anni del cosiddetto riflusso) che si ritrova a coltivare una relazione adulterina con una donna molto più giovane di lui. 
Al termine di questi cinque racconti il film si chiude con un nuovo incontro su quella stessa terrazza, avvenuto un anno dopo, in cui i protagonisti rimasti cercano di tirare le somme delle proprie vite.

## Riconoscimenti
- 1980 – Festival di Cannes
  - Migliore sceneggiatura a Ettore Scola, Age e Scarpelli
  - Miglior attrice non protagonista a Carla Gravina
  - Candidatura per la Palma d'oro a Ettore Scola
- 1980 – Nastro d'argento
  - Migliore sceneggiatura a Ettore Scola, Age e Scarpelli
  - Miglior attrice non protagonista a Stefania Sandrelli